# Józef Światło
Józef Światło (Izaak Fleischfarb, de nacimiento) (Medyn, 1 de enero de 1915 – Estados Unidos, 2 de septiembre de 1994) fue un oficial de alto rango del Ministerio de Seguridad Pública de Polonia y director adjunto del 10º Departamento dirigido por Anatol Fejgin. Fue apodado "el Carnicero" –el maestro de la tortura– por los prisioneros del Ministerio.
Tras la muerte de Stalin y el arresto de Lavrenti Beria en 1953, Światło viajó en el subterráneo de Berlín con Fejgin por el sector de Berlín occidental donde se escapó y desertó a Occidente. Desde su deserción el 5 de diciembre en Berlín, había estado trabajando para la CIA y la Radio Free Europe (RFE). Las incriminaciones escritas y emitidas de Światło sacudieron al Partido Obrero Unificado Polaco y, finalmente, contribuyeron a la reforma del aparato de seguridad polaco al final del período estalinista, como uno de los factores que condujo a la liberalización política de la revolución socialista en el Octubre polaco.

## Biografía
Józef Światło nació el 1 de enero de 1915 bajo el nombre Izaak Fleischfarb (también Fleichfarb, Licht o Lichtstein, según cada fuente), en una familia judía polaca en el poblado de Medyn cerca de Zbaraj (actual Ucrania). En la Segunda República Polaca, fue primero un activista sionista y, luego, comunista. Fue arrestado dos veces por sus actividades ilegales. Reclutado en 1939, sirvió en la 6ª División de Infantería del Ejército polaco durante la Campaña de septiembre ese año. Tomado prisionero por alemanes, escapó, solo para ser capturado por el Ejército rojo, cuando este invadió el este de Polonia donde su familia vivía y fue deportado al este junto con cientos de miles de polacos. También en este período, el 26 de abril de 1943, se casó con Justyna Światło y cambió su apellido a uno más polaco, Światło. Luego, se unió al Ejército polaco en el Este (Ejército Berling Army), y se convirtió en un comisario político; también fue ascendido a subteniente (podporucznik) y se involucró en la organización de la administración estatal en áreas tomadas de los alemanes.
En 1945, fue transferido al recientemente creado Ministerio de Seguridad Pública de Polonia (MBP). En su trabajo, Światło, como muchos otros agentes de la policía secreta comunista, utilizó la tortura y falsificación. Participó en el arresto de cientos de miembros de la organización clandestina Armia Krajowa, su cúpula (juzgada en el Juicio de los Dieciséis) y falsificó el referéndum polaco de 1946. Con el tiempo, fue ascendido a coronel; sirvió en varias dependencias y departamentos y, finalmente, terminó su carrera en 1951 en el 10º Departamento, donde fue uno de los funcionarios principales. El 10º Departamento era responsable de lidiar con los propios miembros del Partido. Para ello, recibía órdenes personalmente del Primer Secretario del Partido Obrero Unificado Polaco Bolesław Bierut y arrestó a personales famosos, tales como los políticos Władysław Gomułka y Marian Spychalski, el general Michał Rola-Żymierski y el cardenal Stefan Wyszyński. Tenía acceso, a veces único, a muchos documentos secretos. Interrogó a Noel Field el 27 de agosto de 1949 en Budapest, así como a su hermano, Herman Field (un ciudadano estadounidense que fue a Polonia en busca de su hermano). Herman sería encarcelado en secreto por cinco años, hasta que la información sobre su caso fue revelada por el propio Światło.